# Obwód Brasław Armii Krajowej
Obwód Brasław – jednostka terytorialna Związku Walki Zbrojnej, potem Armii Krajowej. Wchodził w skład Inspektoratu B okręgu wileńskiego AK. 
Swoim zasięgiem obejmował powiat brasławski. Komendantem był ppor. cz. w. Michał Białokur „Lach”, a jego zastępcą ppor. Stanisław Wołkowski „Sęk”.

## Oddziały partyzanckie
- Oddział dywersyjny nr 23 – Ignalino
- Oddział dywersyjny nr 24  ppor. Wacława Sidorkiewicza „Bema”[1] – Dukszty
- Oddział dywersyjno-partyzancki nr 25 – Brasław
- Oddział dywersyjno-partyzancki nr 26 – Widze[2]
- wiosną 1944 powstał oddział partyzancki (OL-85); dowódca – por Krauze „Wawrzecki”.